# Teegarden b
Teegarden b é um exoplaneta do tipo Super Terra e foi descoberto em 2019 por uma equipe de cientistas do consórcio internacional CARMENES. Esse planeta orbita a estrela de Teegarden, uma anã vermelha de classe M na Constelação de Áries que está localizada a 12 anos luz do sistema solar.
O exoplaneta está a uma distância de 0,0252 UA de sua estrela hospedeira o que corresponde a aproximadamente 3,7 milhões de quilômetros e completa uma volta em torno dela em 4,9 dias terrestres. Apesar de orbitar muito próximo de sua estrela anfitriã, Teegarden b está localizado na zona habitável do sistema.

## Propriedades
Teegarden b possui dimensões muito parecidas com as da Terra, tendo 1,05 massas terrestres e raio de aproximadamente 1,02 vezes o da Terra e essas características lhe confere um Índice de Similaridade com a Terra de 0,95, fazendo deste exoplaneta o mais habitável conhecido.
Teengarden B é o planeta mais interno desse sistema estelar.
Depois de Próxima B, localizado a 4,24 anos-luz da Terra, e de Ross 128 b, a 11 anos-luz, Teegarden b e seu irmão Teegarden C são os exoplanetas potencialmente habitáveis mais próximos do nosso sistema solar.